# I Want a Guy
I Want a Guy è un brano musicale scritto da Berry Gordy, Brian Holland e Freddie Gorman e interpretato dal gruppo femminile The Supremes. Il brano è stato pubblicato come singolo nel 1961.
La canzone è stata interpretata anche dalle The Marvelettes sempre nel 1961.

## Tracce
- 7"

1. I Want a Guy
2. Never Again